# Verkehrte Schirmschnecke
Die Verkehrte Schirmschnecke oder Goldschwamm-Schnecke (Tylodina perversa) wurde 1791 durch Johann Friedrich Gmelin zum ersten Mal beschrieben. Sie ist eine für ihre Nahrungspräferenz bekannte Meeresschnecke aus der Familie der Tylodinidae.
Synonyme dieser Art sind: Tylodina atlantica Gray J.E., 1856, Tylodina citrina Joannis, 1853, Tylodina punctulata Rafinesque, 1814, Patella perversa Gmelin, 1791.
Tylodina perversa ist durch die safrangelbe Färbung und die braunen Radien auf ihrer Schale gut von ähnlichen Arten zu unterscheiden. Die verwandte Art Tylodina rafinesquii Philippi, 1836 unterscheidet sich durch eine höhere Schale und fehlende Radien.

## Verbreitung und Habitat
Tylodina perversa kommt im gesamten Mittelmeer und in Teilen des Atlantiks, von Südengland bis zu St. Helena an der afrikanischen Küste in einer Tiefe von 0–40 m vor.
Hauptsächlich kann Tylodina perversa ebenso wie ihre Nahrung, die Schwämme Aplysina aerophoba und Aplysina cavernicola, in flachen, steinigen Meeresbereichen gefunden werden. Diese lichtdurchfluteten Bereiche werden vermutlich aufgrund der höheren Konzentration an symbiotischen Cyanobakterien in Aplysina aerophoba bevorzugt.
Tylodina perversa ist auf diesen Schwämmen nur schwer zu erkennen und befindet sich häufig in von ihr selbst gebohrten Höhlen in den Schwämmen, weshalb sie selbst bei Vorkommen nur selten entdeckt wird.

## Merkmale

### Äußere Merkmale
Tylodina perversa besitzt eine leuchtend safrangelbe Farbe. Sie hat 2 kurze, konische Tentakel in der Nähe des Mundes und 2 zylindrische Riechorgane (Rhinophoren) oben am Kopf. Die Rhinophoren sind der Länge nach gefaltet und werden zur Basis hin breiter. Die Augen sitzen vor der Basis der Rhinophoren und können als unpigmentierte Stellen auf dem sonst stark pigmentierten Körper erkannt werden. Die Kieme befindet sich auf der rechten Körperseite unter der Schale und besitzt 7 bis 14 Federn auf jeder Seite.
Der Körper wird etwa 35 mm lang, wobei der Mantel schmal und leicht gefurcht ist. Der Fuß ist größer und runder als der Mantel.

### Schale
Die Schale ist kegelartig, oval, flach und bedeckt den Mantel nicht komplett. Sie wird etwa 20 mm breit. Die Schale ist gelblich schimmernd und es sind konzentrische Wachstumsstreifen zu erkennen. Auf der äußeren Mantelschicht (Periostracum) befinden sich dicke, braune Radialstreifen, die jedoch nicht bis zur Spitze reichen. Die Spitze ist leicht nach hinten links versetzt.

### Radula
Die Zahnreihen der Radula bestehen aus einem kleinen, mittleren Rhachis-Zahn, der dünner als die lateralen Zähne ist und leichte Kerben auf beiden Seiten aufweist. Die inneren lateralen Zähne sind hakenförmig, dick, kurz, besitzen ein bis zwei spitze Zähnchen innen und eine stumpfe Spitze. Die äußeren lateralen Zähne sind den inneren ähnlich, nur dass diese zum Rand der Radula kleiner werden und zum Teil keine weiteren Zähnchen aufweisen. Die Radulaformel lautet 150–130 × 75–65.1.65–75.

### Verdauungssystem
Der Mund liegt vorne nahe der Bauchseite und führt in eine kurze Röhre. Der Rachenraum (Pharynx) ist eher rund und muskulös, er verbindet sich mit der Speiseröhre (Oesophagus). Die Speicheldrüsen sind spindelförmig und befinden sich in der Nähe der Pharynx-Oesophagus-Verbindung, wo sie durch den Nervenring führen. Der Oesophagus bildet hinter dem Nervenring eine nach vorne gerichtete Schleife und weitet sich, bis er den Kropf erreicht. Der Kropf ist sackförmig und besitzt eine starke Längsfaltung, auf den Kanten dieser Falten sitzen kutikularisierte Dornen. Der Magen ist klein und länglich. Auf ihn folgt ein dünner Darm auf der linken Seite. Dort wendet sich der Darm nach rechts und führt zur Analpapille, welche hinter der Kieme platziert ist.

### Nervensystem
Der um den Oesophagus und hinter der Pharynx liegende Nervenring (zirkumoesophager Ring) besteht aus vier Ganglien. Die zwei oben liegenden Ganglien (Zerebralganglien) sind oval und durch eine vergleichsweise lange, dicke Kommissur verbunden. Direkt darunter liegen die Pedalganglien, welche in ihrer Form variabel sind. Zwei weitere Ganglien (Oralganglien) im Kopfbereich sind über eine kurze Kommissur verbunden, die über der Mundhöhle liegt. Die Nervenschleife in der Nähe der Eingeweide ist kurz und mit dem zirkumoesophagealen Ring verbunden. Diese besteht aus drei Ganglien (Viszeralganglien).

### Fortpflanzungssystem
Tylodina perversa besitzt körnige, lila gefärbte Gonaden, die den Großteil der Körperhöhle einnehmen und noch vor der
Verdauungsdrüse liegen. Die Ampullen sind groß und zylindrisch mit abgerundeten Enden. Die Samentasche befindet sich bei der Verbindung zwischen der Ampulle und der weiblichen Geschlechtsdrüse. Die aus engen Windungen bestehende Eiweißdrüse ist rötlich und relativ klein. Die Schleimdrüse ist sehr groß, weißlich und gehärtet. Die Bursa copulatrix ist globulär, weiß durchscheinend und besitzt innen aufgrund von Cilien ein samtiges Aussehen und eine rötlich-lila Färbung. Der Penis kann nicht hervorgeschoben werden.
Der männliche Geschlechtsapparat ist mit dem weiblichen über eine kurze Spermarinne verbunden. Tylodina perversa ist ein Simultanzwitter mit nur einer Geschlechtsöffnung.

## Ernährung
Tylodina perversa ernährt sich von den Schwämmen Aplysina aerophoba und Aplysina cavernicola.
Beide Arten sind sich in vielen Merkmalen sehr ähnlich, weshalb es noch kontrovers ist, ob beide nicht eher Ökotypen derselben Spezies sind. Aplysina aerophoba bevorzugt flache, lichtnahe Bereiche als Habitat, da diese Art eine Symbiose mit Cyanobakterien eingeht. Aplysina cavernicola hingegen besiedelt tiefer gelegene Bereiche, sowie Höhlen und Überhänge.
Tylodina perversa tötet den Schwamm nicht, sondern bohrt Höhlen in diese und bevorzugt hierbei die äußeren Gewebebereiche: Dies sind die Bereiche, in denen hauptsächlich die symbiotischen Cyanobakterien vorkommen. Diese Cyanobakterien weisen einen relativ höheren Stickstoffanteil auf als das Schwammgewebe und sind somit eine hochwertigere Nährstoffquelle.

### Aufnahme bromierter Alkaloide
Aplysina aerophoba und Aplysina cavernicola produzieren verschiedene sekundär bromierte Alkaloide, die als chemische Verteidigung fungieren. Tylodina perversa überwindet diese Verteidigung allerdings und nimmt die Stoffe in sich auf. Aplysina aerophoba nimmt durch Gewebeschädigung eine für Tylodina perversa abschreckende dunkle Färbung an. Diese erfolgt durch die Oxidation von Uranidin mit dem im Wasser gelösten Sauerstoff. Tylodina perversa verhindert diese Reaktion allerdings wohl dadurch, dass sie ihren Mantel so über die beschädigten Stellen legt, dass diese nicht in Kontakt mit dem Wasser kommen.
Die gelbe Farbe des Körpers von Tylodina perversa und Aplysina aerophoba stammt auch vom Pigment Uranidin. Dieses wird von der Schnecke aus der Nahrung aufgenommen und eingelagert. Auch weitere Stoffe aus Aplysina aerophoba wie Isofistularin-3, Aerophobin-1 und Aerophobin-2 können in Tylodina perversa nachgewiesen werden.
In Tylodina perversa kann auch Aerothionin gefunden werden, allerdings kommt dieses Molekül nicht in Aplysina aerophoba vor. Aus diesem Grund wird davon ausgegangen, dass Tylodina perversa es aus Aplysina cavernicola bezieht. Alternativ könnte Aerothionin auch ein Metabolit von Isofistularin-3 oder Aerophobin-2 sein.
Besonders im Mantel, der Eimasse und dem Schleim von Tylodina perversa können hohe Konzentrationen an Aerophobin-2 und Aerothionin nachgewiesen werden. Diese dienen möglicherweise nun Tylodina perversa selbst als Verteidigungsmechanismus gegen Prädatoren und Pathogene.

## Phylogenie, Taxonomie, Systematik
Die Art wurde, als Patella perversa, 1791 von Johann Friedrich Gmelin erstbeschrieben, nachdem sie Michel Adanson schon 1757 erwähnt, aber nicht formell beschrieben hatte. Typlokalität ist die Küste des Senegal im Afrika. Die Art ist, unter dem synonymen Name Tylodina punctulata, Typusart der Gattung Tylodina Rafinesque, 1814. Die Gattung Tylodina umfasst gegenwärtig sieben anerkannte Arten. 2020 wurde in einer molekularen Studie erkannt, dass sich unter dem bisher gebrauchten Namen Tylodina perversa aus dem Mittelmeer und Ostatlantik tatsächlich zwei ähnliche Arten verbergen; für die zweite, bisher meist verkannte Art wurde der bisher synonymisierte Name Tylodina rafinesquii Philippi, 1836 wieder eingesetzt. Beide Arten sind vermutlich keine Schwesterarten, Tylodina rafinesquii erwies sich mit der (pazifischen) Tylodina fungina Gabb, 1865 näher verwandt. Außerdem wurde die zwischenzeitlich in eine eigene Gattung Anidolyta Willan, 1987 ausgegliederte Tylodina duebenii Lovén, 1846 in die Gattung Typodina rücktransferiert.
Damit kommt nach heutiger Kenntnis im Mittelmeer nicht eine Art der Gattung vor, sondern drei. Tylodia perversa und Tylodina rafinesquii im Flachwasser (bis 40 Meter Tiefe) und Tylodina duebenii im tieferen Wasser.
Weitere Arten der Gattung leben im Flachmeer im Westatlantik (T. americana), Im Ostpazifik (T. fungina), vor Australien (T. corticalis) und in tieferem Wasser vor der kanadischen Pazifikküste (T. spongotheras).

## Bedrohung
Weder für Tylodina perversa noch für die Schwämme, die ihr als Nahrung dienen, gibt es bisher einen
Status auf der IUCN Rote Liste der Gefährdeten Arten.